# 5 Dywizjon Artylerii Przeciwlotniczej (II RP)

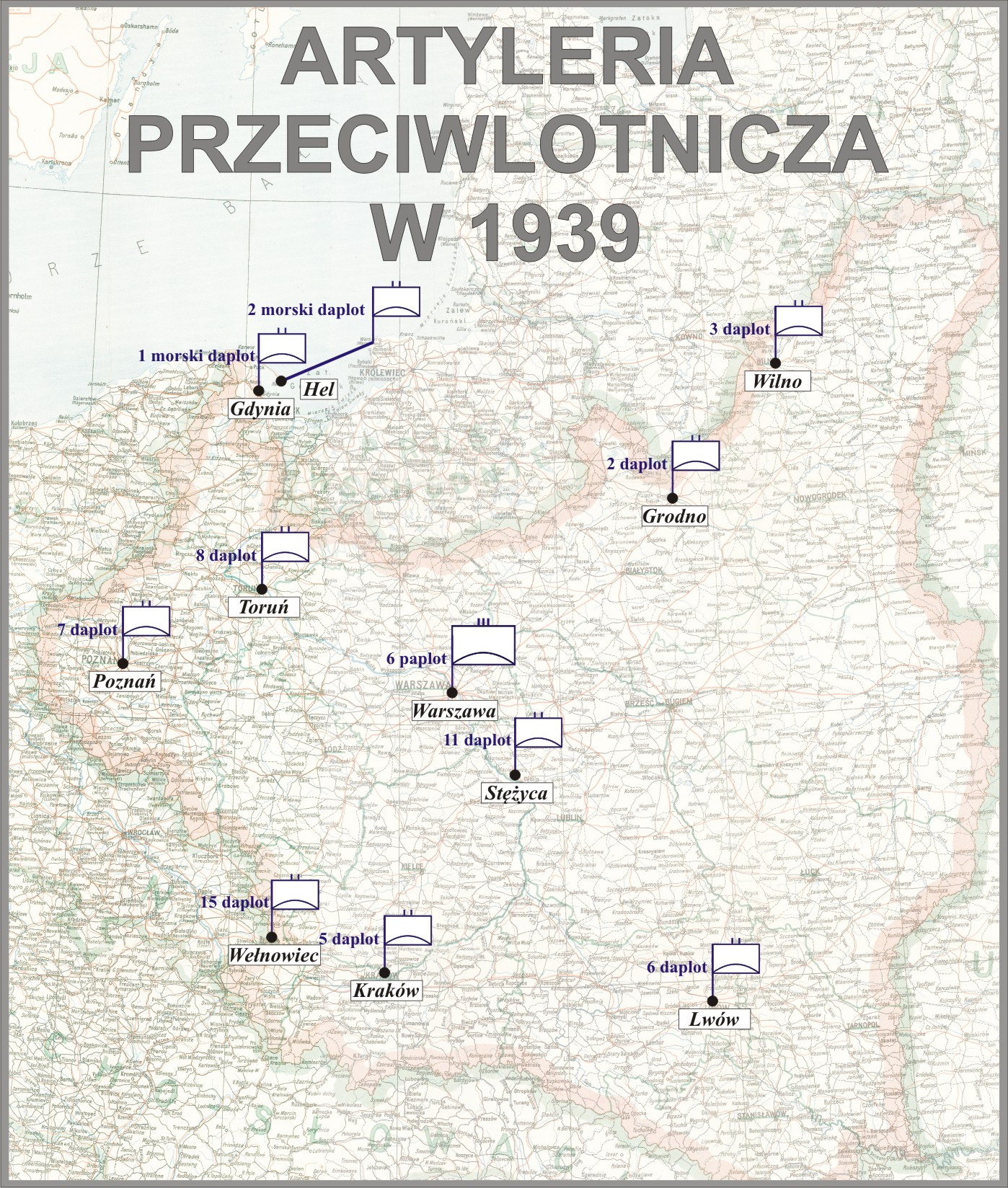
Artyleria przeciwlotnicza WP przed wybuchem II wś

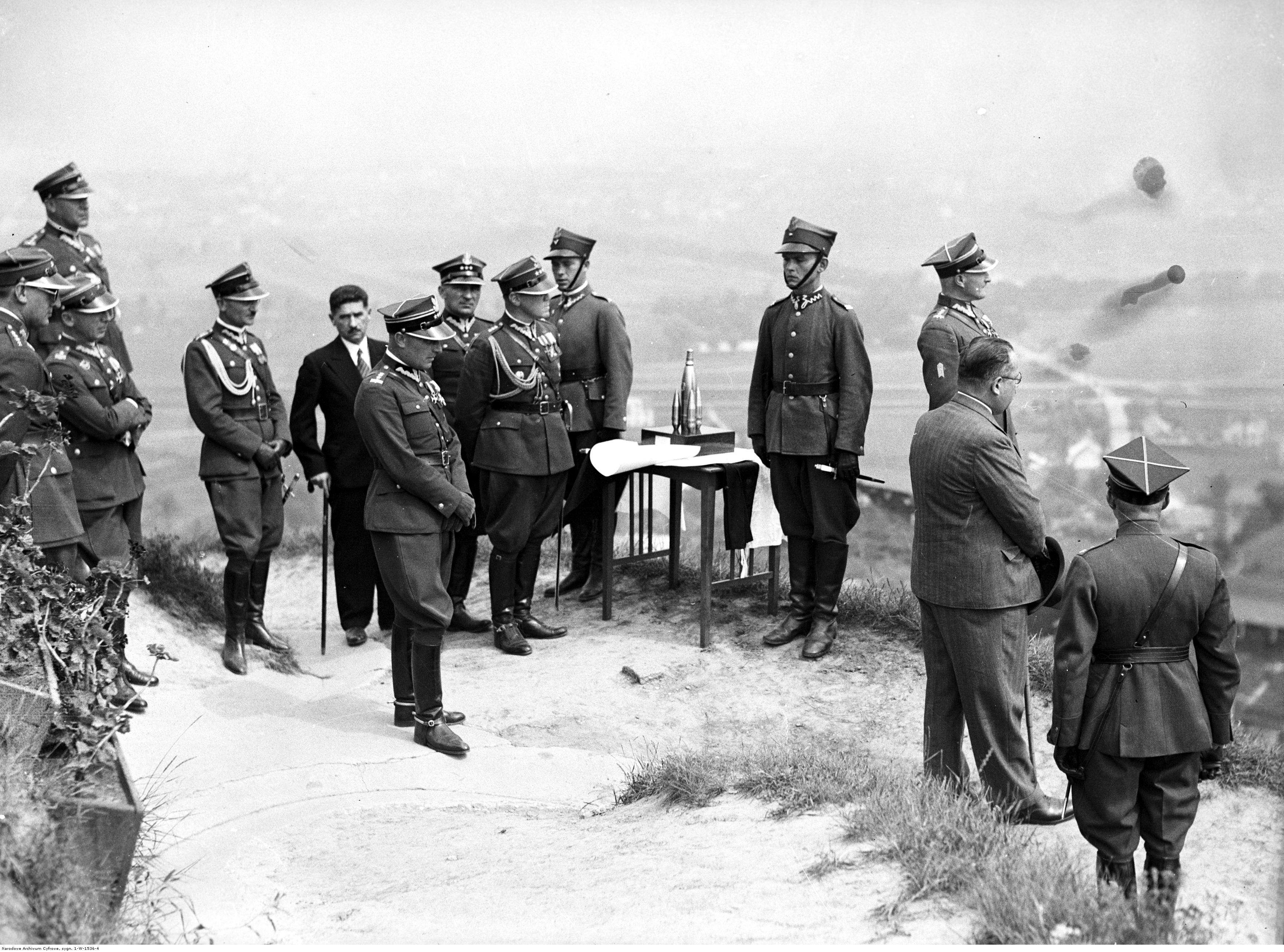
Święto 5 daplot w Krakowie - korpus oficerski i zaproszeni goście podziwiają panoramę z kopca Kościuszki; lipiec 1936

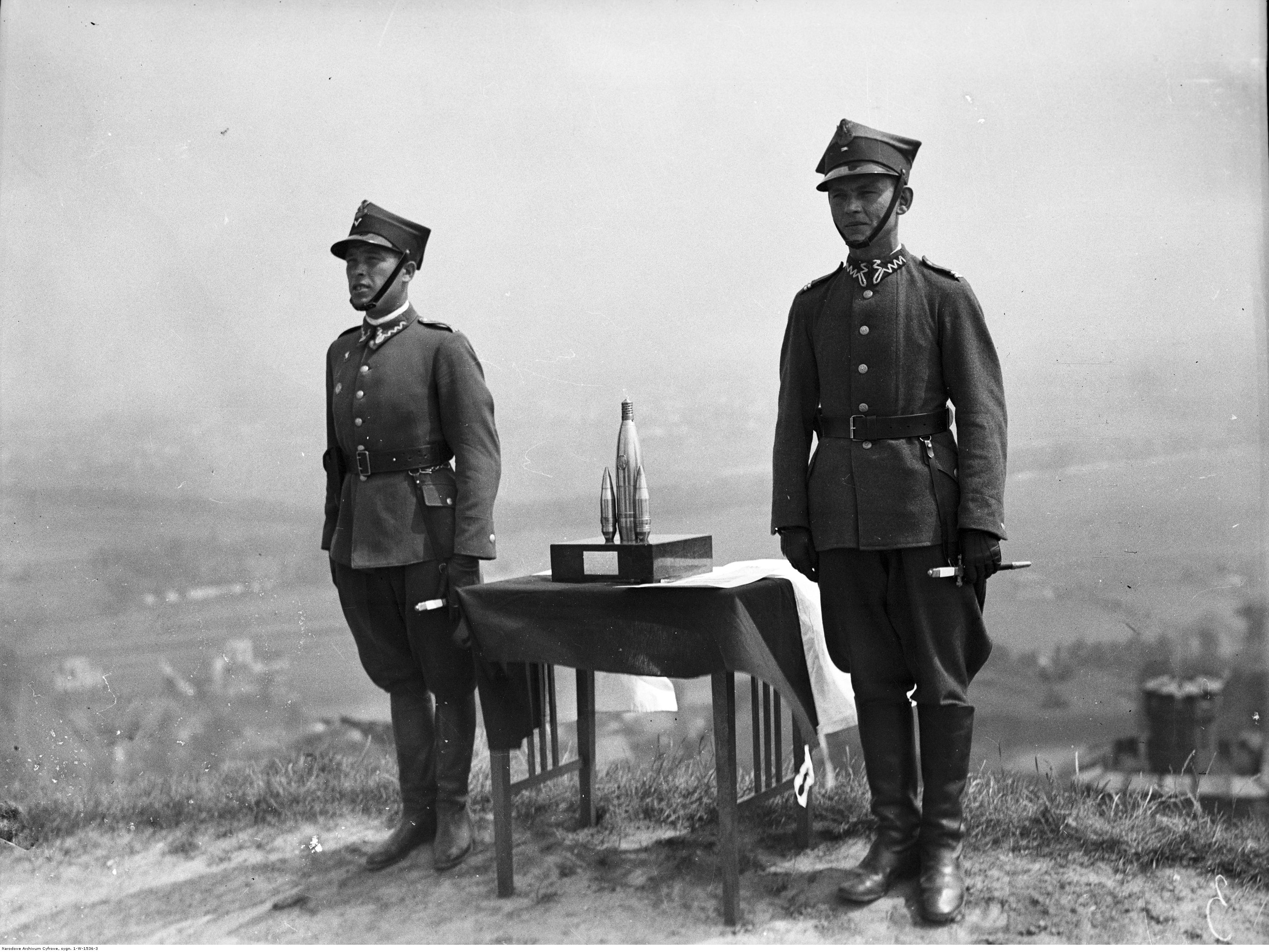
Święto 5 daplot w Krakowie - warta przy pamiątkowej rzeźbie, przedstawiającej trzy pociski artyleryjskie

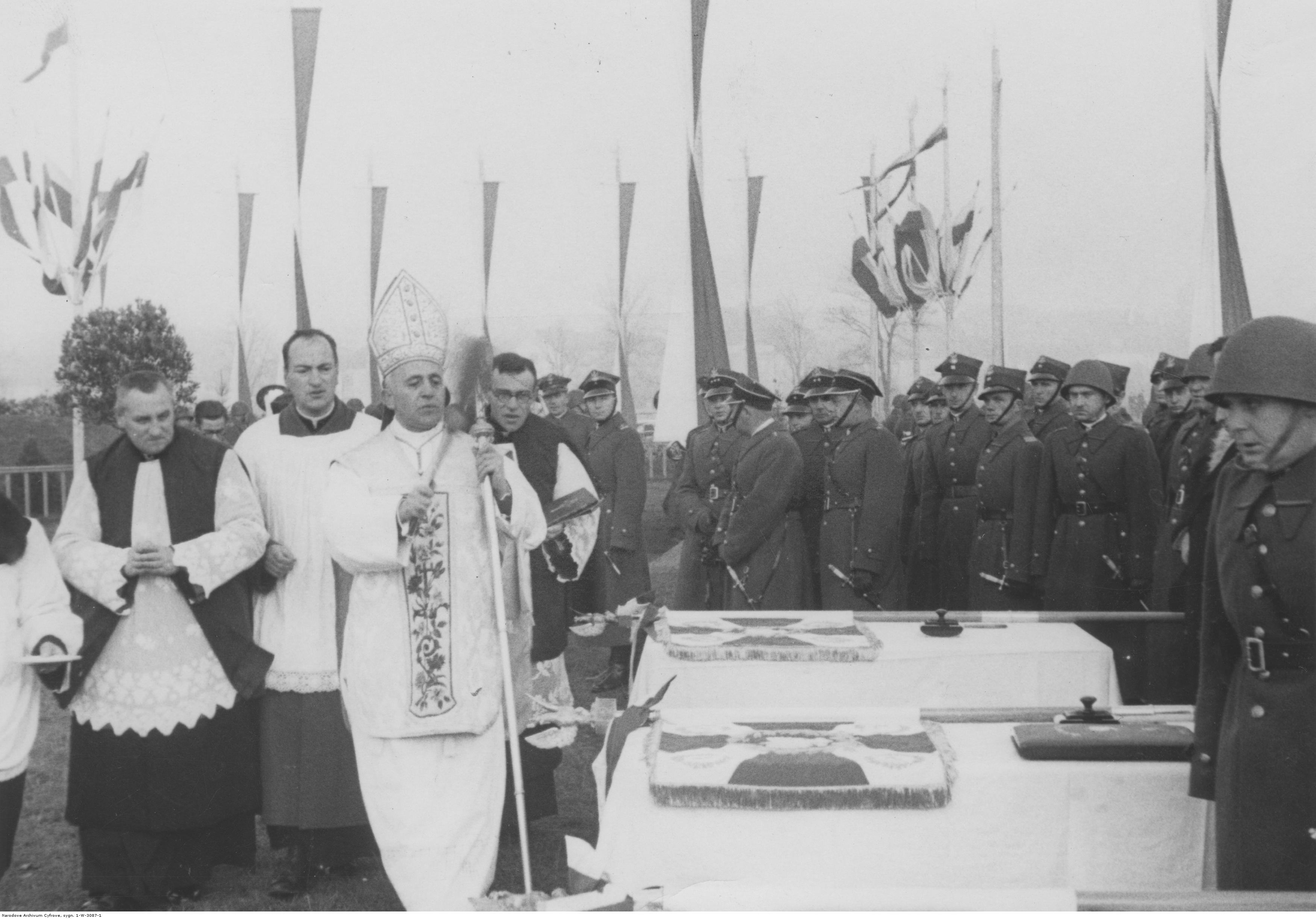
Wręczenie sztandarów jednostkom artylerii przeciwlotniczej - biskup polowy Józef Gawlina święci sztandary

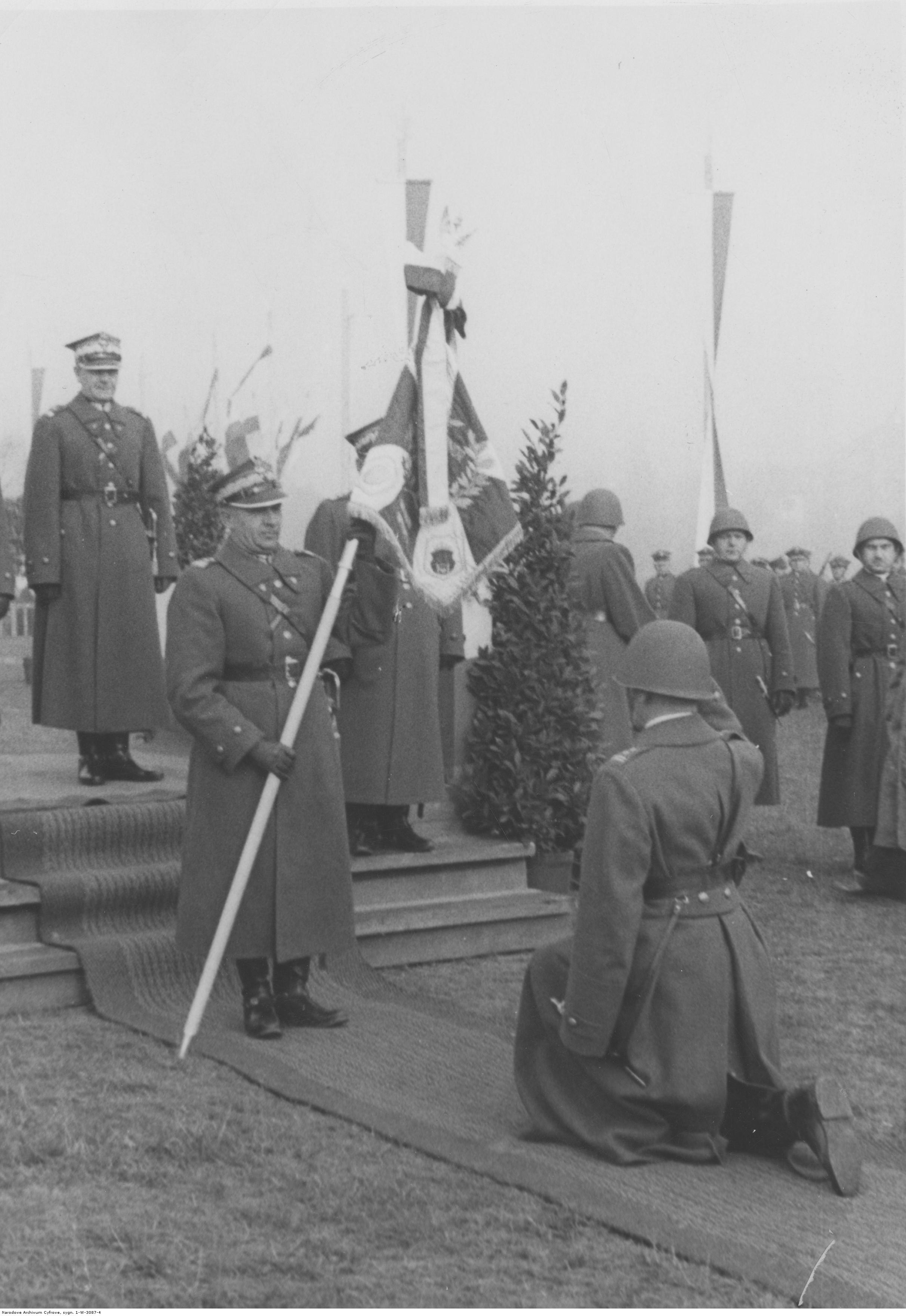
Gen. Tadeusz Kasprzycki wręcza sztandary jednostkom artylerii przeciwlotniczej; listopad 1938

5 dywizjon artylerii przeciwlotniczej (5 daplot) – pododdział artylerii przeciwlotniczej Wojska Polskiego w II Rzeczypospolitej.

## Historia dywizjonu
Na podstawie rozkazu L.dz. 470 Ministra Wojskowych z dnia 10 maja 1924 roku sformowana została samodzielna bateria artylerii przeciwlotniczej nr 5, uzbrojona w dwie rosyjskie 76,2 mm armaty przeciwlotnicze półstałe wzór 1902. Dwa lata później bateria przeformowana została w Samodzielny Dywizjon Artylerii Przeciwlotniczej Nr 5. Zarówno bateria, jak i dywizjon funkcjonowała w strukturze organizacyjnej 5 pułku artylerii ciężkiej.

Jednostka stacjonowała w garnizonie Kraków, na terenie Okręgu Korpusu Nr V.

Pod względem fachowego wyszkolenia i inspekcji pododdział podlegał dowódcy 11 Grupy Artylerii (1929-1938), a następnie dowódcy Grupy Artylerii Przeciwlotniczej (od 20 maja 1938 roku) i dowódcy 2 Grupy Artylerii Przeciwlotniczej (od 22 sierpnia 1939 roku).
5 daplot był jednostką mobilizującą. Zgodnie z planem mobilizacyjnym „W” formował pododdziały artylerii przeciwlotniczej dla wielkich jednostek piechoty i kawalerii przeznaczonych dla Armii „Kraków” i Grupy Odwodów „Kutno” oraz Obrony Przeciwlotniczej Kraju.
W dniach 24-25 sierpnia 1939 roku dyon wystawił, w mobilizacji alarmowej, w grupie jednostek oznaczonych kolorem brązowym (podgrupa 2 - OPL), sześć pododdziałów:
- bateria artylerii przeciwlotniczej motorowa typ A nr 6 dla 6 DP
- bateria artylerii przeciwlotniczej motorowa typ A nr 7 dla 7 DP
- bateria artylerii przeciwlotniczej motorowa typ A nr 21 dla 21 DPG
- bateria artylerii przeciwlotniczej motorowa typ A nr 24 dla 24 DP
- bateria artylerii przeciwlotniczej motorowa typ B nr 85 dla Krakowskiej BK
- pluton artylerii przeciwlotniczej półstały nr 504

Nadwyżki dywizjonu, pozostałe po zakończeniu mobilizacji, przekazane miały być do Ośrodka Zapasowego Artylerii Przeciwlotniczej Nr 2 w Brześciu. Po zakończeniu mobilizacji i przekazaniu nadwyżek dywizjon uległ rozformowaniu.
15 września 1993 roku tradycje 5 daplot przyjął 5 pułk artylerii przeciwlotniczej stacjonujący w garnizonie Gubin i przemianowany na 5 Kresowy pułk przeciwlotniczy.
23 kwietnia 2002 roku, po rozformowaniu 5 pułku artylerii przeciwlotniczej, dziedzictwo tradycji 5 daplot przyjął 5 Kresowy dywizjon przeciwlotniczy 69 pułku przeciwlotniczego im. gen. dyw. Stefana Grota-Roweckiego z Leszna. 31 grudnia 2011 roku 69 pułk przeciwlotniczy został rozformowany.
2 października 2014 roku tradycje 5 daplot przyjął 3 Kresowy dywizjon przeciwlotniczy 4 Zielonogórskiego pułku przeciwlotniczego im. gen. dyw. Stefana Roweckiego „Grota” w Lesznie.

## Kadra dywizjonu
Dowódcy dywizjonu
- mjr Stanisław Batycki (1926 - 1934) [pośm. ppłk, † 1940 Charków]
- mjr art. Eugeniusz Królikowski (VI 1934[4] - 1936)
- ppłk Leon Przybytko (1936 - 1939)
- mjr Kazimierz Mroziński (1939[a]) [pośm. ppłk, † 1940 Charków]

Obsada personalna samodzielnego dywizjonu artylerii przeciwlotniczej nr 5 w 1928 roku
- mjr Stanisław Batycki - dowódca dywizjonu
- kpt. Nicefor Wojciech Sirzisitie
- kpt. Tadeusz Adam Dorula
- kpt. Stanisław Podfilipski
- por. Feliks Gadomski (kpt., Kier. Zaop. Uzbr., † 1940 Katyń)
- por. Teodor August Sylwester Zacharjasiewicz (kpt., dca 13 baplot., pośm. mjr † 1940 Charków)
- por. Mieczysław Zygmunt Koźmiński
- por. Tadeusz Wodziński
- ppor. Zenon Kumorkiewicz

Obsada personalna 5 dywizjonu artylerii przeciwlotniczej w 1932 roku
- mjr Stanisław Batycki - dowódca dywizjonu († 1940 Charków)
- kpt. Stanisław Podfilipski
- por. Tadeusz Chrobak
- por. Mieczysław Zygmunt Koźmiński
- por. Wacław II Rutkowski
- por. Jan Maciej Pawłowski
- por. Bronisław Max
- por. Zenon Kumorkiewicz
- por. Adam Tomasz Piotrowski (kpt., † 1940 Charków)
- por. Henryk Wiktor Kerth (kpt., WIG, † 1940 Charków)
- por. Janusz Ładysław Badowski
- por. Edward Perkowicz

Oficerowie rezerwy w 1934 roku
- por. rez. dr Fryderyk Syrop (przeniesiony do 11 daplot, † 1940 Katyń)
- ppor. rez. dr Paweł Mussil († 1940 Katyń)
- ppor. rez. inż. Edward Klebert
- ppor. rez. Władysław Porzycki
- ppor. rez. Kazimierz Franciszek Haliński
- ppor. rez. Jan Adam Chwiernt
- ppor. rez. Jan Lipus
- ppor. rez. Paweł Gustaw Jaworek
- ppor. rez. Karol Sztwiertnia
- ppor. rez. Stefan Zygfryd Sękiewicz
- ppor. rez. Zygmunt Tadeusz Wiesław Majewski
- ppor. rez. Kazimierz Stefan Januszewski
- ppor. rez. Jan Gaston Tadeusz Zakrzewski († 1940 Charków)
- ppor. rez. inż. Władysław Franciszek Antoni Żeleski († 1940 Katyń)
- ppor. rez. Roman Marian Tadeusz Smoluchowski
- ppor. rez. mgr Janusz Kunicki
- ppor. rez. dr Stefan Piotr Żurowski

### Żołnierze dywizjonu – ofiary zbrodni katyńskiej
Biogramy zamordowanych znajdują się na stronie internetowej Muzeum Katyńskiego
| Nazwisko i imię   | stopień              | zawód       | miejsce pracy przed mobilizacją     | zamordowany |
| ----------------- | -------------------- | ----------- | ----------------------------------- | ----------- |
| Mussil Paweł      | podporucznik rezerwy | prawnik, dr |                                     | Katyń       |
| Żeleski Władysław | podporucznik rezerwy | inżynier    | wł. „Olszak i Żeleski” w Katowicach | Katyń       |

## Symbole dywizjonu
Sztandar
10 listopada 1938 roku na Polu Mokotowskim w Warszawie generał dywizji Tadeusz Kasprzycki wręczył dywizjonowi sztandar. Wręczył go 10 listopada 1938 na Polu Mokotowskim w Warszawie gen. dyw. Tadeusz Kasprzycki podczas uroczystości wręczenia sztandarów jednostkom artylerii przeciwlotniczej.
Opis sztandaru:
Na prawej stronie płatu sztandaru umieszczony w rogach numer dywizjonu według wzoru ustalonego w „Dzienniku Rozkazów Ministerstwa Spraw Wojskowych” nr 6 z 1937, poz. 77. 

Na lewej stronie płatu sztandaru zaś znajdują się na tarczach w poszczególnych rogach:
- w prawym górnym – wizerunek Matki Boskiej Ostrobramskiej
- w prawym dolnym – godło miasta Krakowa
- w lewym górnym – wizerunek św. Barbary - patronki artylerzystów
- w lewym dolnym – odznaka pamiątkowa 5 dywizjonu artylerii przeciwlotniczej

Na dolnym ramieniu Krzyża Kawalerskiego wyhaftowany napis „Kraków 10 V 1924” upamiętniający datę i miejsce powstania 5 samodzielnej baterii artylerii przeciwlotniczej.
Sztandar eksponowany jest w Instytucie Polskim i Muzeum im. gen. Sikorskiego w Londynie.
Odznaka pamiątkowa
13 sierpnia 1932 roku Minister Spraw Wojskowych zatwierdził wzór odznaki pamiątkowej artylerii przeciwlotniczej i jej regulamin.